# Häglinge församling
Häglinge församling var en församling i Lunds stift och i Hässleholms kommun i Skåne län. Församlingen uppgick 2012 i Sösdala församling.

## Administrativ historik
Församlingen har medeltida ursprung.
Församlingen var till 1962 i pastorat med Södra Rörums församling, till 18 juni 1632 som moderförsamling, därefter som annexförsamling. Från 1962 till 2012 var den annexförsamling i Norra Mellby, Häglinge och Brönnestad som till 1973 även omfattade Tjörnarps församling. Församlingen uppgick 2012 i Sösdala församling.

## Kyrkor
- Häglinge kyrka